# Torres de Segre
Torres de Segre es un municipio de la comarca del Segriá, en la provincia de Lérida, España, situado al SO. de la capital comarcal y a la izquierda del río Segre. Incluye el agregado de Utxesa.

## Geografía humana

### Demografía
Cuenta con una población de 2318 habitantes (INE 2024).
| Gráfica de evolución demográfica de Torres de Segre entre 1842 y 2021                                                 |
| |
| Población de derecho según los censos de población del INE. Población de hecho según los censos de población del INE. |

| Nacionalidad | Hombres | Mujeres | Total | %     | Proporción |
| ------------ | ------- | ------- | ----- | ----- | ---------- |
| Española     | 770     | 771     | 1541  | 68.5% |            |
| Extranjera   | 401     | 306     | 707   | 31.4% |            |

| 1900 | 1930 | 1950 | 1970 | 1981 | 1986 |
| ---- | ---- | ---- | ---- | ---- | ---- |
| 1619 | 1882 | 1589 | 2045 | 1850 | 1890 |

## Geografía
Integrado en la comarca del Segriá, se sitúa a 15 kilómetros de la capital provincial. El término municipal está atravesado por la autovía del Noroeste A-2 en el pK 448, además de por la autovía de peaje AP-2 y la antigua carretera N-IIa.
El relieve del municipio se caracteriza por el valle del río Segre, que cruza parte del territorio y hace de límite con Soses. El río da lugar a canales y acequias para el regadío. Al suroeste cuenta con dos embalses, el embalse del Secà y el embalse de Utxesa, que conectan con el canal de Serós. Las zonas más alejadas del río, tanto al noroeste como al sureste, presentan una mayor altitud. La altitud del municipio oscila entre los 238 metros al noreste (Serres de Vilanova) y los 100 metros en la ribera del Segre. El pueblo se alza a 130 metros sobre el nivel del mar. 
| Noroeste: Fraga (Huesca), Soses y Alcarrás (exclave) | Norte: Alcarrás                 | Noreste: Sudanell          |
| Oeste: Soses                                         |                                 | Este: Suñé                 |
| Suroeste: Aitona                                     | Sur: Aitona y Sarroca de Lleida | Sureste: Sarroca de Lleida |

## Transportes
Hace parada la línea nocturna de autobús NL1 Lérida - La Granja de Escarpe

## Galería fotográfica

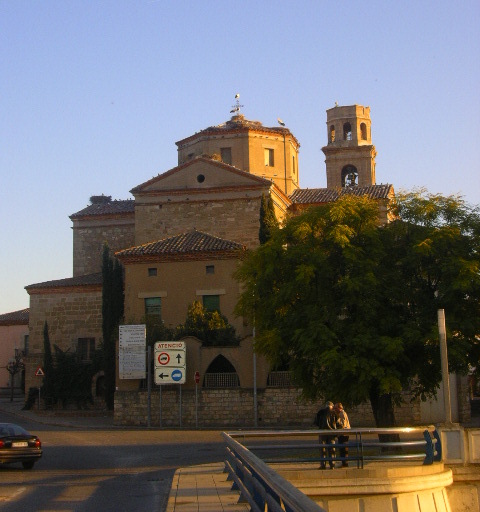
Torres de Segre
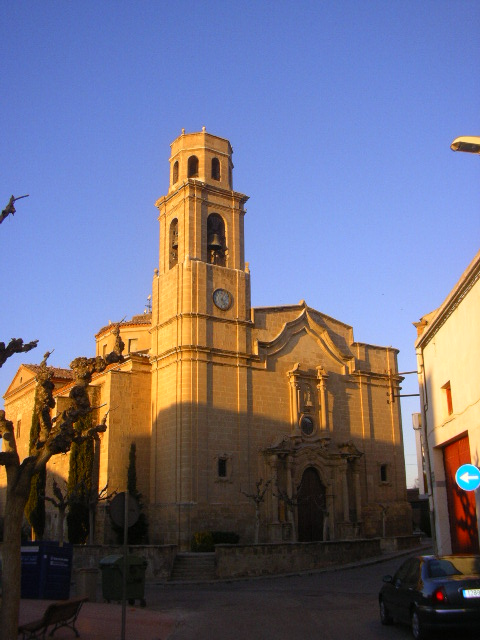
Iglesia parroquial de Torres de Segre